# Fontaine-lès-Vervins
Fontaine-lès-Vervins – miejscowość i gmina we Francji, w regionie Hauts-de-France, w departamencie Aisne.
Według danych na styczeń 2014 roku gminę zamieszkiwało 1159 osób, a gęstość zaludnienia wynosiła 58,7 osób/km².